# Kocken Terry
Kocken Terry är en roll i TV-serien Pang i bygget (Fawlty Towers) som spelades av Brian Hall. Han dök upp under den andra omgången av serien och var den enda nya roll som tillkom under seriens gång. 

## Personlighet
Man får anta att Terry efterträder den alkoholiserade greken Kurt (för övrigt den enda kock som syntes i första säsongen av serien). Terry hade jobbat "i Dorchester" men makarna Fawlty trodde han hade jobbat på det berömda Dorchester Hotell så det är möjligt han anställdes av misstag. Terry är en avspänd London-bo som talar med en bred cockney-accent. Han gör sitt jobb men varken mer eller mindre och synes ganska bekymmerslös. Vid ett tillfälle, då en hälsovårdsinspektör hotar stänga hotellet, tar Terry detta med en klackspark och börjar föreläsa för Basil om hur snuskiga köken är även i de finaste hotell. Terry kommer bra överens med de flesta på hotellet utom vid det tillfälle då han och Manuel ska samsas (för att Manuel vill göra paella) vilket leder till ett rejält rallarslagsmål. I samtal med servitrisen Polly Sherman luftar Terry då och då sin åsikt om att det är han och Polly som egentligen driver hotellet.